# Fia Wille

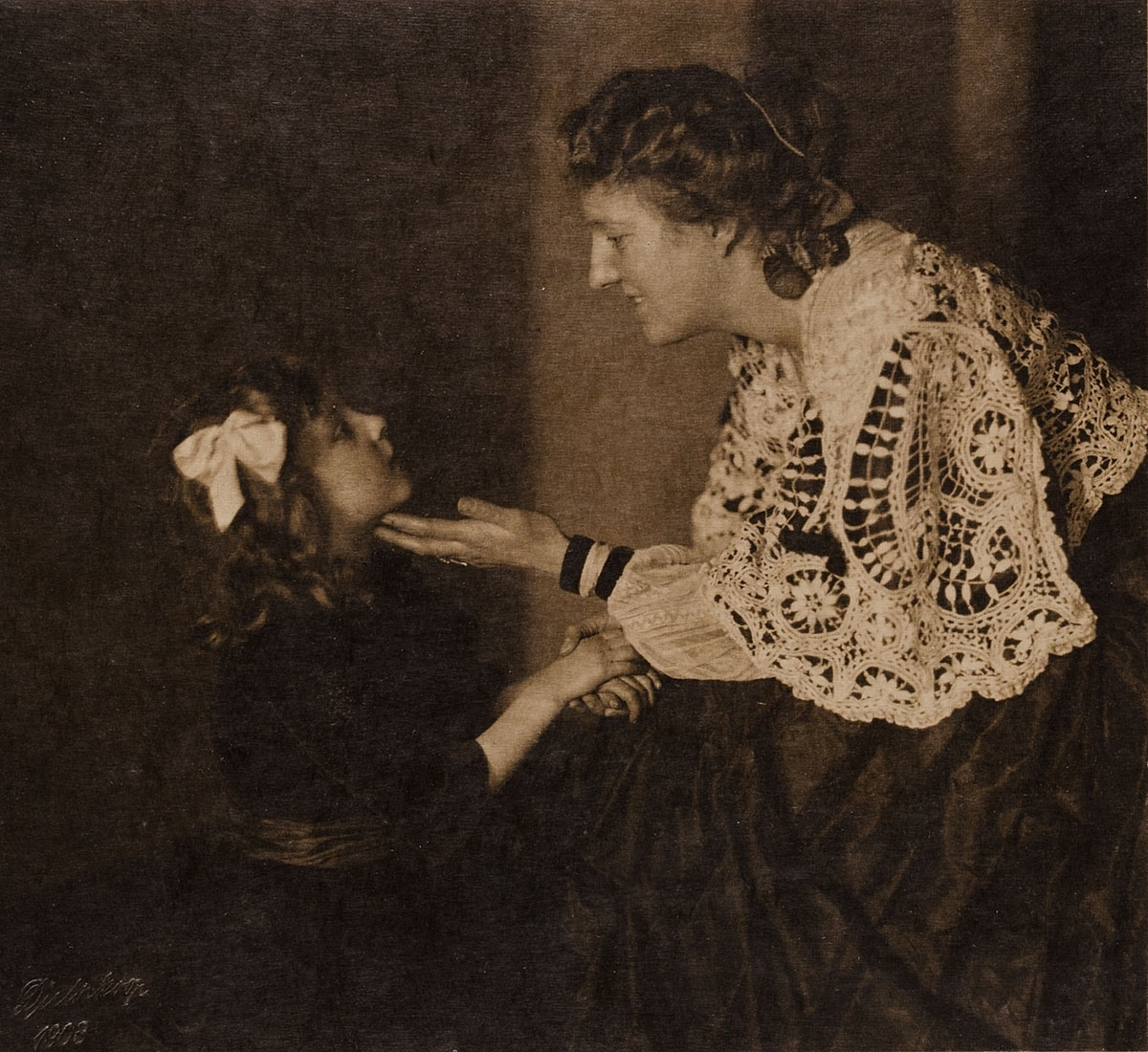
Frau Fia Wille, Fotografin: Minya Diez-Dührkoop, 1908

Fia Wille, geborene Körting (* 24. Mai 1868 in Bentheim; † 20. September 1920 in Hannover) war eine deutsche Kunstgewerblerin und Innenarchitektin. Sie führte in Arbeitsgemeinschaft mit ihrem Mann Rudolf Wille ein Atelier für Innenausstattung in Berlin. Beide gehörten der Künstlergruppe Werkring an.

## Leben
Fia Wille entstammte der Industriellenfamilie Körting, die bei Hannover die Maschinenfabrik Gebr. Körting AG gegründet hatte. Ihre Eltern waren Sophie Körting, geb. Pieper (1844–1922) und der Kommerzienrat Berthold Körting. In erster Ehe war sie seit 1889 mit dem Leutnant Georg Hugo Wilhelm Otto Dietlein verheiratet. Aus dieser Ehe stammten eine Tochter und drei Söhne (geboren 1890, 1891, 1895 und 1897). Im Jahr 1900 heiratete sie den Ingenieur Rudolf Georg Wille (1873–1950). Im März 1903 wurde die Tochter Rudifia geboren († 1941).
Fia Wille wurde in einer Kunstgewerbeschule ausgebildet. Ihr zweiter Mann war kunstgewerblicher Autodidakt. Das Paar entwickelte sich beruflich und künstlerisch gemeinsam fort. Zu ihren Arbeiten gehörten Stickereien, Buchzeichnungen, Möbelentwürfe und Inneneinrichtungen. Ab 1900 führten sie ein gemeinsames Atelier in der Kurfürstenstraße in Berlin-Tiergarten und lieferten in den darauf folgenden Jahren Entwürfe für Anbieter der modernen angewandten Kunst in Berlin, beispielsweise für das Hohenzollern-Kunstgewerbehaus, den Salon Keller & Reiner, das Kaufhaus A. Wertheim und die Möbelfabrik A. S. Ball. Von 1910 bis 1915 betrieben sie in der Lennéstraße in Berlin die Rudolf & Fia Wille GmbH, ein Geschäft für Kunstgewerbe und Innendekoration mit der Präsentation eigener Zimmereinrichtungen sowie von Ausstattungen nach Fremdentwürfen. Gemeinsam gestalteten und bauten Fia und Rudolf Wille ihr Wohnhaus, ein Landhaus am Wannsee, und entwarfen nach 1910 auch Häuser für Kunden. Das Ehepaar gehörte damit zu den Künstlerpaaren ihrer Zeit, die wie Anna und Hermann Muthesius oder Maria und Henry van de Velde eine private und künstlerische Gemeinschaft bildeten.
Rudolf und Fia Wille entwarfen anfangs in der Formensprache des Jugendstils. Sie gehörten neben Anton Huber, Alfred Grenander, Arno Körnig und Curt Stoeving zur Berliner Künstlergruppe Werkring. Im Jahr 1912 vertrat Fia Wille: „Kunstgewerbe bedeutet als erstes die Schaffung der guten Grundform, erwachsen aus der Technik und den Anforderungen des Gebrauchs.“ – eine Auffassung, die zu den Grundsätzen des Deutschen Werkbundes passte.
Fia Wille engagierte sich ab 1905 im neu gegründeten Deutschen Lyceumclub Berlin u. a. für die Förderung der Frauen in der Berufswelt. 1905 und 1906 gehörte sie zur ständigen Jury für Kunstgewerbe, die über die Teilnahme der Künstlerinnen an Ausstellungen entschied, 1906 übernahm sie deren Vorsitz. 1909 organisierte sie als Vorsitzende des Komitees die Weihnachtsausstellung weiblicher Kunstgewerblerinnen bei Keller & Reiner. 1910 und 1911 fanden die Winter- und Weihnachtsausstellungen im Atelier bei Rudolf und Fia Wille statt.
Mit ihren Entwürfen nahm Fia Wille an der von Hedwig Heyl 1912 initiierten Ausstellung Die Frau in Haus und Beruf in den Ausstellungshallen am Zoologischen Garten teil. Die Schau war als selbstbewusste Präsentation erwerbstätiger Frauen gedacht und wurde auch so wahrgenommen: „Die Ausstellung soll zeigen, wie das erweiterte Arbeits- und Schaffensgebiet, das die sozialen Umwälzungen unserer Zeit der Frau eröffnet und aufgenötigt haben, neue Kräfte in ihr auslösten und ihr auch ihre Verpflichtungen gegenüber dem öffentlichen Leben erst voll zum Bewußtsein brachten. Sie möchte beweisen, wie das Hineinwachsen der Frau in diese neuen Aufgaben auch das Gesamtleben vertieft und bereichert hat.“ Im zeitgleichen Deutschen Frauenkongress 1912 in den Zoohallen sagte Fia Wille in einem Vortrag: „Wie viele geheime Arbeiten werden geschaffen unter unwürdigen Bedingungen und minimalster Bezahlung, nur weil die Betreffenden glauben, ihre Standesrücksichten verlangen, dass sie sich nicht öffentlich gegen Zahlung betätigen dürften.“ Wille gestaltete für die Ausstellung die Klubempfangshalle, das daneben liegende Empfangszimmer und organisierte den Ausstellungsaufbau sowie die Ausschmückung der Hallen. Sie leitete zusätzlich die Abteilungen für Hauswirtschaft und gemeinsam mit Else Oppler die Sektion Kleidung.
Für einen Artikel über die Ausstellung Die Frau in Haus und Beruf wurde Wille bei der Arbeit über eine Architekturzeichnung gebeugt abgelichtet. Sie trägt auf dem Foto ein selbst entworfenes Reformkleid. Der Bildaufbau drückt Gelassenheit und berufliche Kompetenz aus. Auf einem weiteren Foto für die Zeitschrift Die Deutsche Frau ist sie mit Kind im Babyalter abgebildet. Damals ging man vielfach davon aus, dass Frauen unverheiratet und kinderlos sein mussten, um als Künstlerinnen erfolgreich zu sein. Diese zwei Fotografien in öffentlichen Medien wandten sich gegen diese Stereotype.
Auf der Bugra Leipzig 1914 war Fia Wille in der Sonderausstellung Die Frau im Buchgewerbe und in der Graphik gemeinsam mit Lina von Schauroth, Frankfurt a. M., und Margarete Brugmann, Leipzig, als Vorsitzende des Arbeitsausschusses Reklame und Werbemittel im Haus der Frau tätig. Alle Frauen verrichteten ihre Arbeit ehrenamtlich. Fia Wille entwarf außerdem die Inneneinrichtung für den Teeraum im Haus der Frau, der als Veranstaltungsraum und Treffpunkt fungierte.

## Ausstellungen
- 1901: Rudolf und Fia Wille: Ausstellung im Deutschen Buchgewerbemuseum; Originalzeichnungen zu Buchschmuck aller Art[18]
- 1901 Rudolf und Fia Wille: Wohnungsausstellung, Kunstsalon Keller & Reiner, Berlin, Möbel und Stickereien[9]
- 1902 Erste internationale Ausstellung für moderne dekorative Kunst in Turin; Stickereien (Fia Wille),[19] Beleuchtungsgeräte (Rudolf und Fia Wille)[20]
- 1902 Rudolf und Fia Wille: Ausstellung moderner Zimmereinrichtungen, Möbelfabrik A.S. Ball, Berlin,[9] ein Speisezimmer, ein Schlafzimmer, ein Salon sowie ein Herrenzimmer.
- 1903 Fia Wille: Ausstellung Die Pflanze in ihrer dekorativen Verwertung im Kunstgewerbemuseum Leipzig[21]
- 1904 Rudolf und Fia Wille: Weltausstellung St. Louis; Damensalon,[22] verschiedene maschinengewebte Teppiche[23]
- 1904 Rudolf und Fia Wille: Ausstellung künstlerischer Frauenkleider im Warenhaus Wertheim, Berlin[24]
- 1905 Rudolf und Fia Wille: Ausstellung moderner Zimmereinrichtungen, Möbelfabrik A.S. Ball, Berlin; Schlafzimmer[25]
- 1905 Rudolf und Fia Wille: Ausstellung eines Damenzimmers sowie eines Zierschranks in Neue Wohnräume und neues Kunstgewerbe, Kaufhaus A. Wertheim, Berlin[26]
- 1905 Rudolf und Fia Wille: Große Berliner Kunstausstellung; Esszimmer,[27] Wohnzimmerecke,[28] Speisezimmer[29]
- 1906 Rudolf und Fia Wille: Dritte Deutsche Kunstgewerbeausstellung Dresden; Esszimmer[30]
- 1906 Rudolf und Fia Wille: Ausstellung von mit Gasbeleuchtung und Gasheizung, veranstaltet von der Imperial-Continental-Gas-Association, Berlin; Empfangszimmer, Damenzimmer, Herrenzimmer, Esszimmer, Möbel, Korbmöbel, Tischdecke, Beleuchtungskörper[31][32]
- 1907 Fia Wille: Ausstellung von Kleidern in der Kölner Flora[33]
- 1907 Fia Wille: Seidenhaus Michaela & Co, Berlin; Seidenstoffe, echte Spitzen, Entwürfe und Verwendung[34]
- 1908 Fia Wille: Ausstellung Der gedeckte Tisch, Berlin[35]
- 1908 Rudolf und Fia Wille: Ausstellung im Kunstgewerbemuseum Leipzig; Beiträge: Polstersessel, Gardinen- und Bilderrahmenhalter[36]
- 1909 Rudolf und Fia Wille: Ausstellung Die Dame in Kunst und Mode, Hohenzollern-Kunstgewerbe-Haus (Friedmann und Weber), Berlin[37]
- 1910 Rudolf und Fia Wille: Gebrauchsgläser und Lederwaren auf der Weihnachtsmesse des Deutschen Lyceum-Clubs, im Atelier Rudolf und Fia Wille, Berlin[9]
- 1911 Fia Wille: Glasperlenausstellung Stuttgart[38]
- 1911 Rudolf und Fia Wille: Weihnachtsmesse des Lyceum-Clubs, im Atelier Rudolf und Fia Wille, Berlin[9]
- 1912 Fia Wille: Ausstellung Die Frau in Haus und Beruf, Berlin; zwei Raumgestaltungen in Saal 1[39][40]
- 1914 Fia Wille: Werkbundausstellung Köln; Damenzimmer im Haus der Frau[17]
- 1914 Internationale Ausstellung für Buchgewerbe und Graphik Leipzig (Bugra); Raumgestaltung Teeraum im Haus der Frau: Möbel, Stoffe, Beleuchtungskörper und Vitrinen, Entwurf der Litfaßsäulen (Fia Wille) Kunstgläser, Tafelservice, Kaffeeservice, Möbel, Stoffe, Kronen, Kunstglas (Rudolf und Fia Wille).[41]
- 1914 Fia Wille: Weihnachtsmesse des Lyceum-Club Berlin und des Vereins Berliner Künstlerinnen bei Keller & Reiner in Berlin; farbige Gläser[42]

## Wettbewerbe und Auszeichnungen
- 1902 Rudolf und Fia Wille: Dritter Preis (500 Mark) im Preisausschreiben der Tapetenfabrik Flamersheim & Steinmann[43]
- 1903 Rudolf und Fia Wille: Plakat-Wettbewerb von Edler & Krische, Hannover[44]
- 1903 Rudolf und Fia Wille: Anerkennungsdiplom, Internationale Ausstellung für moderne dekorative Kunst, Turin[45]
- 1903 Rudolf und Fia Wille: Erster Preis (1000 Mark) im Wettbewerb der Wurzener Teppichfabrik (aus 350 Entwürfen), Wettbewerb um Muster für Smyrnateppiche[46]
- 1903 Fia Wille: Zweiter Preis (100 Mark) im Wettbewerb für Kunststickereien auf deutschen Nähmaschinen, dritte Wertklasse[47]
- 1903 Rudolf und Fia Wille: Dritter Preis und Ankauf im Wettbewerb um Entwürfe von Linoleummustern[48]
- 1906 Rudolf und Fia Wille: Auszeichnung als einer der acht beste Entwürfe für Tafeltücher im Preisausschreiben der Firma Norbert Langer & Söhne[49]
- 1906 Rudolf und Fia Wille: Erster Preis (1000 Mark) im Preisausschreiben der Deutschen Modezeitung, Leipzig, betr. Künstlerische Entwürfe für Handarbeiten[50]
- 1908 Rudolf und Fia Wille mit Heinrich Teßnow, Posamentenfabrikant: Erster Preis (200 Mark) beim Wettbewerb der Leipziger Gewerbekommission für neuartige Gardinen- und Bilderrahmenhalter[51]
- 1914 Fia Wille: Preis der Stadt Leipzig für Raumgestaltung[52]

## Arbeiten (Auswahl)
- 1901: Gürtelschnallen in durchgeputztem Gold mit Bernsteinen, Amethysten und Granaten, Rudolf und Fia Wille[53]
- 1901: Lambrequin aus Tuch mit Velvetapplikation sowie Ruhebank und Samtkissen mit Seidenapplikation, Rudolf und Fia Wille[54]
- 1901: Damenschreibtisch nebst Bronzen, Lederschnittrahmen und Stickereien, Rudolf und Fia Wille[55]
- 1901: Großer Bronzeleuchter, Rudolf und Fia Wille[56]
- 1901: Tischdecke, Rudolf und Fia Wille[57]
- 1902: Kissen, Fia Wille[58]
- 1902: Tischdecke, Fia Wille[59]
- 1902: Sofa, Rudolf und Fia Wille[60]
- 1902: Wohnzimmer, Rudolf und Fia Wille[61]
- 1902: Promenade-Kostüm, Fia Wille[62]
- 1903: Decke für ein Ziertischchen, Rudolf und Fia Wille[63]
- 1903: Hoher Ofenschirm, Rudolf und Fia Wille[64]
- 1903: Beleuchtungskörper für Elektrisches Licht, Rudolf und Fia Wille[65]
- 1903: Beleuchtungskörper für Elektrisches Licht, Rudolf und Fia Wille[66]
- 1904: Sommer-Nachmittags-Kleid, Rudolf und Fia Wille[67]
- 1904: Möbel für ein Damenzimmer, Rudolf und Fia Wille[68]
- 1905: Wohnräume des Künstlerpaares selbst, Ankauf des Damenzimmers für die Weltausstellung, Rudolf und Fia Wille[69]
- 1905: Stand-Uhr, Rudolf und Fia Wille[70]
- 1906: Gas-Wasser-Bereiter, Rudolf und Fia Wille[71]
- 1907: Wohnzimmer, Möbel aus einem Wohnzimmer, Rudolf und Fia Wille[72]
- 1909: Schlafzimmer, Rudolf und Fia Wille[73]
- 1909: Stuhl, Tisch und Clubsessel, Rudolf und Fia Wille[74]
- 1909: Sessel, Rudolf und Fia Wille[75]
- 1909: Neuartige Gardinen- und Bilderrahmenhalter, Rudolf und Fia Wille[76]
- 1910: Damen-Schafzimmer, Herren-Arbeitszimmer, Rudolf und Fia Wille[77]